# Cuenca (cantão)
Cuenca é um cantão do Equador localizado na província de Azuay.
A capital do cantão é a cidade de Cuenca.